# Potentilla candicans
Potentilla candicans är en rosväxtart som beskrevs av Carl Sigismund Kunth. Potentilla candicans ingår i Fingerörtssläktet som ingår i familjen rosväxter. Inga underarter finns listade i Catalogue of Life.